# Candidus (mythologie)
Pour les articles homonymes, voir Candidus et Candide (homonymie).
Candidus ou Candide est, dans la mythologie celtique gauloise, un « esprit sincère » qui accompagnait le dieu guérisseur Borvo dans le polythéisme lusitanien et celtique. Cette association est attestée dans la Nièvre, à Entrains-sur-Nohain,. Il a été décrit comme « une divinité mineure dans la suite d'Apollon, rappelant la “vérité” d'Apollon Virotutis et le rôle d'Apollon comme révélateur de la vérité par les oracles »,.